# Кожим
Кожим (на руски: Кожым, Кожим) е река в Република Коми на Русия, десен приток на Косю (ляв приток на Уса, десен приток на Печора). Дължина 202 km. Площ на водосборния басейн 5180 km².
Река Кожим води началото си на 1020 m н.в., от северния склон на Приполярен Урал, източно от планинския масив Народная (1895 m). В горното течение има северно направление и е типична планинска река с тясна и дълбока долина със стръмни и скалисти брегове и бързо течение с множество прагове. След това завива на северозапад и запазва това направление до устието си, като тече през обширна заблатена низина, в която силно меандрира. Влива се отдясно в река Косю (ляв приток на Уса, десен приток на Печора), при нейния 97 km, на 50 m н.в., в близост до село Кожимвом. Основни притоци: леви – Балбаню (52 km), Лимбехаю (54 km), Сивъю (60 km). Има смесено подхранване – дъждовно и снежно, с ясно изразено пълноводие през юни. Среден годишен отток 120 m³/s. Водосборният басейн на Кожим се отличава със своя голям модул на оттока 25 l/s/km². По течението ѝ са разположени 3 постоянни населени места: селището от градски тип Кожим и селата Комаю и Кожимвом.